# 金山屯林业局
金山屯林业局是一个位于中华人民共和国黑龙江省伊春市金林区的类似乡级单位，亦是黑龙江伊春森工集团所属的一个林业局。
金山屯林业局位于小兴安岭南麓，施业区总面积1849平方公里，森林总蓄积1200万立方米。

## 行政区划
金山屯林业局下辖以下单位：
丰岭林场、丰沟经营所、丰茂林场、横山经营所、丰丽林场、小昆仑林场和育林经营所。